# Qu'est-il arrivé au bébé de Rosemary ?
Série Rosemary's Baby
Rosemary's Baby
(1968) Apartment 7A
(2024)
Pour plus de détails, voir Fiche technique et Distribution.
Qu'est-il arrivé au bébé de Rosemary ? (Look What's Happened to Rosemary's Baby) est un téléfilm américain diffusé le 29 octobre 1976 sur ABC. Il s'agit de la suite du film culte de 1968 Rosemary's Baby.  Cette suite reprend les personnages du roman d'Ira Levin, Un bébé pour Rosemary duquel le premier film était l'adaptation. Ce n'est pas l'adaptation du second roman d'Ira Levin, Le Fils de Rosemary.
En France, ce téléfilm a été diffusé dans le cadre de L'Avenir du futur le 28 janvier 1980 sur TF1. Rediffusion en août 1987 sur La Cinq. Rediffusion dans l'émission Les Accords du Diable le 11 juillet 1988 sur La Cinq.

## Synopsis
Le film traite de l'enfance d'Adrian, le fils de Rosemary, qui a maintenant huit ans (nom donné par Minnie Castevet et ses disciples sorciers).
Minnie Castevet est de retour avec les disciples de la secte des "Sorcières du Démon". Ils baptisent le bébé Adrian, contrairement à la volonté de Rosemary qui, elle, l'appelle Andrew. Ils l'élèvent pour en faire leur chef spirituel. Rosemary s'est résolue à rester auprès de son fils. Elle réussit enfin à s'échapper avec lui et finit par se rendre à Hollywood où vit et travaille son mari, Guy Woodhouse, devenu producteur de films après sa longue carrière d'acteur, grâce à Minnie Castevet et son mari. Prévenu par les Castevet, qui lui ont rappelé le pacte qu'il a passé avec le Diable, Guy a promis de renseigner les membres de la secte.

## Fiche technique
- Genre : Horreur
- Interdit aux moins de 12 ans

## Distribution
- Stephen McHattie : Adrian/Andrew
- Patty Duke : Rosemary Woodhouse
- Broderick Crawford : Sheriff Holtzman
- Ruth Gordon : Minnie Castevet
- Lloyd Haynes : Laykin
- David Huffman : Peter Simon
- Tina Louise : Marjean Dorn
- George Maharis : Guy Woodhouse
- Ray Milland : Roman Castevet
- Donna Mills : Ellen
- Philip Boyer : Adrian (à l'âge de huit ans)
- Brian Richards : Dr Lister
- Beverly Sanders : la journaliste